# In pojlisze welder

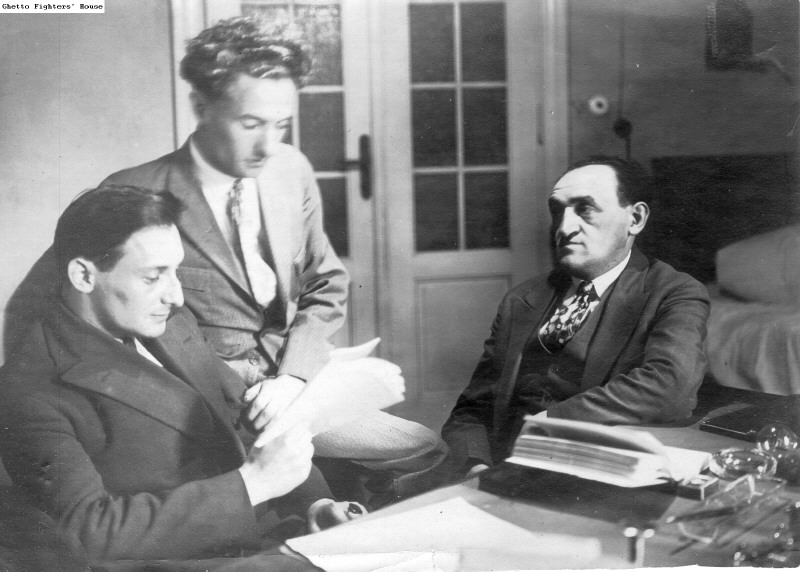
Jonas Turkow, Regisseur, Henryk Bojm, Drehbuchautor und Josef Opatoschu, Romanautor (v. l. n. r.)

In pojlisze welder (jiddisch אין פוילישע וועלדער, polnisch W lasach polskich, englisch In die poylishe velder) war ein jiddischsprachiger polnischer Film von 1929, nach dem Roman In den polnischen Wäldern (In pojlisze welder, 1921) von Josef Opatoschu. Der Film ist heute nicht mehr erhalten.
Die Geschichte handelt vom jüdischen Leben im polnischen Kotzk Mitte des 19. Jahrhunderts mit Waldjuden, polnischen Edelleuten, wunderlichen Chassidim und dem Aufstand von 1863.

## Handlung
Der Held des Films ist Mordechai, der Sohn des Forstmeisters Abram, der im Dienste eines polnischen Prinzen steht. Mordechai wächst in den Wäldern von Lipowiecki sowohl mit jüdischer als auch polnische Traditionen auf. Er verliebt sich in Rachel, die er seit seiner Kindheit kennt, doch sein Vater Abram will ihn zu einem frommen Mann erziehen und schickt ihn, um Mordechai von seiner Geliebten zu distanzieren, an den Hof eines Zaddiks in Koczek. 
Dort trifft er auf eine Gruppe von Juden, die mit den Polen gegen die Russen zusammenarbeiten. Mordechai wird zunehmend von den Lehren des kabbalistischen Rabbi Icie beeinflusst, der behauptet, dass Liebe der erste Schritt auf dem Weg zur Vereinigung mit dem Ewigen ist. Der Gegenpol ist der überzeugte Revolutionär Józef Strahl, dessen Einfluss er gleichfalls ausgesetzt wird. Die Geschichte über den heldenhaften jüdischen Obersten Berek Joselewicz und der „Großen Improvisation“  von Adam Mickiewicz ziehen ihn in seinen Bann. Schon bald bricht der Januaraufstand aus und so folgt Mordhe dem Ruf der Verschwörer. Er schließt sich den Streitkräften an, die gegen die Russen kämpfen. In der ersten Schlacht wurde er verwundet und wird in ein Lazarett gebracht. Zu seiner großen Überraschung ist die Krankenschwester, die ihn behandelte, seine geliebte Rachel.

## Hintergrund
Der Film hat eine Länge von 2400 m.